# Altai Kölginow

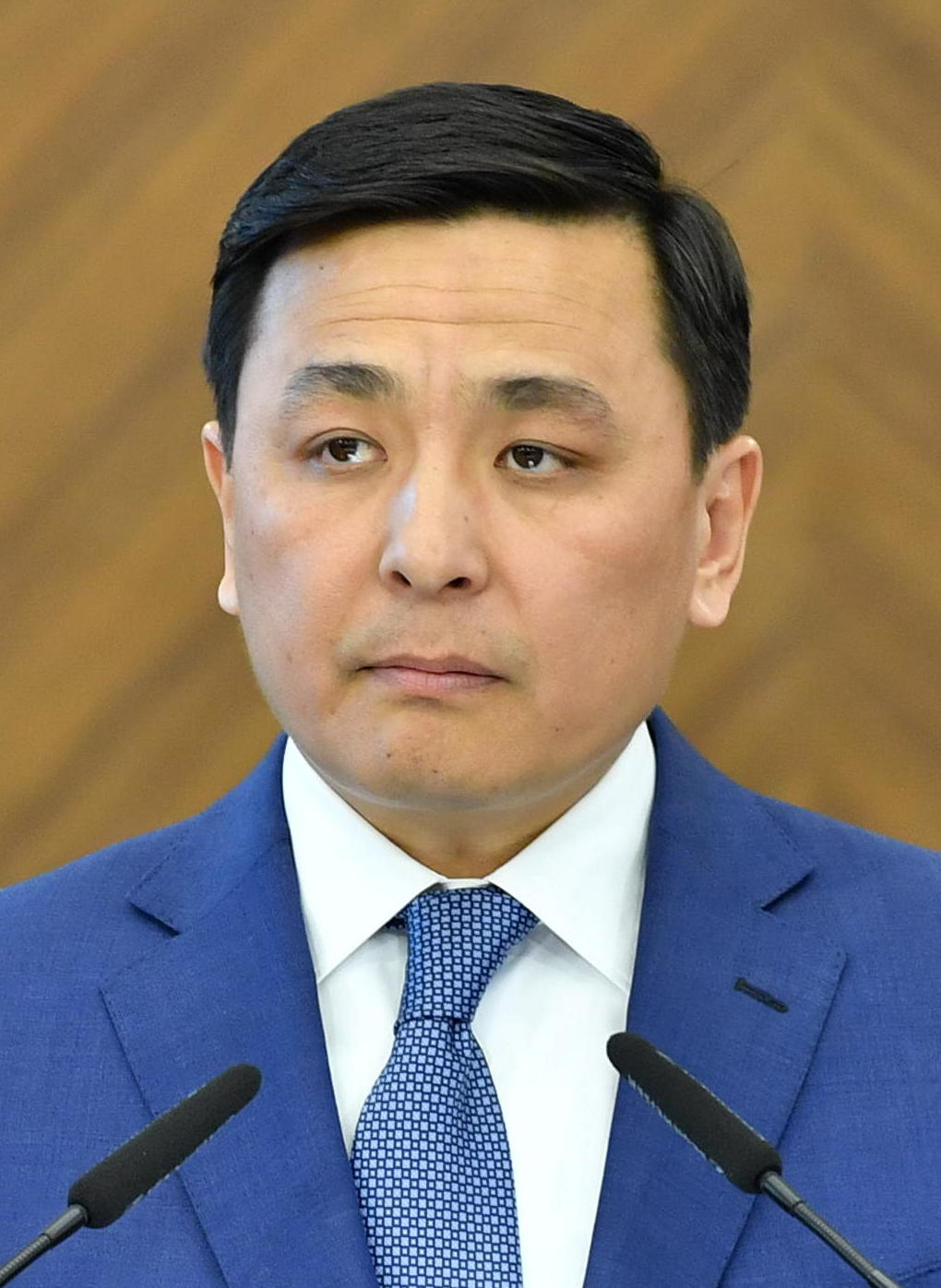
Altai Kölginow, 2020

Altaj Seidiruly Kölginow (kasachisch Алтай Сейдірұлы Көлгінов Altai Seidırūly Kölgınow, russisch Алтай Сейдирович Кульгинов Altai Sejdirowitsch Kulginow; * 15. Januar 1978 in Turkestan, Kasachische SSR) ist ein kasachischer Diplomat und Politiker.

## Leben
Altai Kölginow wurde 1978 in Turkestan geboren. Er studierte in seiner Heimatstadt an der Ahmed-Yesevi-Universität und erlangte einen Abschluss in Rechtswissenschaft. Er absolvierte außerdem die Akademie für öffentliche Verwaltung des Präsidenten der Republik Kasachstan und die University of Aberdeen, wo er einen Master in International Business Law erlangte.
Seine Karriere begann er 2001 bei der kasachischen Generalstaatsanwaltschaft. 2003 wurde er stellvertretender Leiter der Agentur für den öffentlichen Dienst und 2007 wechselte er ins kasachische Justizministerium. Zwischen 2007 und 2008 war er als stellvertretender Generaldirektor für Rechtsangelegenheiten beim Unternehmen Alash Media Group beschäftigt. Von 2010 bis 2012 arbeitete er in der Verwaltung des Präsidenten der Republik Kasachstan. Von Februar 2012 bis April 2013 bekleidete er den Posten des stellvertretenden Äkim (Gouverneur) von Westkasachstan. Am 4. April 2013 wurde er dann zum Bürgermeister der Stadt Oral ernannt. Von 2016 bis 2019 war Kölginow Äkim von Westkasachstan. Von 2019 bis 2022 war er Bürgermeister der kasachischen Hauptstadt Astana. Am 8. Dezember 2022 wurde er zum stellvertretenden Premierminister Kasachstans ernannt. Nach etwa einem halben Jahr wurde er am 8. Juni 2023 bereits wieder von dieser Position entlassen.
Am 27. März 2024 wurde er zum kasachischen Botschafter in Estland ernannt.

## Persönliches
Altai Kölginow ist verheiratet und hat drei Kinder.